# Mariano Artés Gómez
Mariano Artés Gómez fue rector honoríficos de la UNED entre los años 1987 y 1995.
Artés obtuvo su doctorado en ingeniería industrial, con premio extraordinario, en la Universidad Politécnica de Madrid.
donde cursó sus estudios y de la que fue profesor adjunto de Mecánica en la E.T.S. de Ingenieros Industriales.
Catedrático en la Universidad de Oviedo y Visiting Professor en el Departamento de Ingeniería Mecánica de la State University of New York en Buffalo.